# Robert Hoyzer
Robert Hoyzer (* 28. August 1979 in West-Berlin) ist ein ehemaliger deutscher Fußballschiedsrichter. Er war eine der Hauptpersonen im Fußball-Wettskandal 2005. Im Verlauf des Skandals gab Hoyzer Anfang des Jahres 2005 zu, gegen Sach- sowie Geldzuwendungen den Ausgang von ihm geleiteter Fußballspiele beeinflusst zu haben, um Teilnehmern an Sportwetten Gewinne zu ermöglichen. Er wurde 2005 vom Deutschen Fußball-Bund (DFB) lebenslang gesperrt. Im April 2011 wurde diese Sperre teilweise wieder aufgehoben. Hoyzer darf im Amateurbereich wieder als Spieler agieren, jedoch nicht als Schiedsrichter, und darf auch keine Funktion beim DFB, dessen Mitgliedsverbänden und -vereinen ausüben.

## Leben und Wirken
Hoyzer, dessen Vater Peter Schiedsrichter beim FC Spandau war, wuchs in Berlin-Spandau auf. Nach dem Fachabitur begann er an der Fachhochschule Salzgitter ein Studium des Sportmanagements, das er allerdings abbrach. Seit Beginn der Saison 2002/03 stand er auf der Liste der DFB-Schiedsrichter und leitete bis zu seiner Suspendierung zwölf Spiele der 2. Bundesliga, ferner Begegnungen im DFB-Pokal sowie in der Regionalliga. 
Nach verschiedenen Stationen als Fußball-Funktionär wechselte Robert Hoyzer privat seinen Arbeitsplatz. So ist er seit September 2017 bei der idealo internet GmbH als Sales Manager für die Leitung der Vertriebs- und Verkaufsabteilung (Team Lead Sales & Account Management) zuständig.

## Strafverfahren gegen Hoyzer
Hoyzer war vor dem Landgericht Berlin voll geständig und hoffte deshalb auf eine Bewährungsstrafe. Er wurde am 17. November 2005 vom Landgericht Berlin jedoch wegen Beihilfe zum Betrug zu einer Freiheitsstrafe von zwei Jahren und fünf Monaten verurteilt, die wegen der Höhe des Strafmaßes (mehr als zwei Jahre) nicht zur Bewährung ausgesetzt werden konnte. Hoyzers Anwälte legten daraufhin Revision beim Bundesgerichtshof ein.
Verhandelt wurde das Revisionsverfahren vor dem 5. Strafsenat des BGH. Bundesanwalt Hartmut Schneider beantragte am 28. November 2006 vor dem Bundesgerichtshof, das Urteil des Landgerichts Berlin vom 17. November 2005 aufzuheben. Die Bundesanwaltschaft verneinte eine Strafbarkeit Hoyzers wegen Beihilfe zum Betrug, da sich bereits der Haupttäter Ante Šapina nicht wegen Betruges strafbar gemacht habe. Es fehle, so der Bundesanwalt, an der für die Betrugsstrafbarkeit erforderlichen Täuschung. Das Landgericht war davon ausgegangen, dass wer eine Wette eingeht, auch stillschweigend erklärt, den Wettgegenstand nicht manipuliert zu haben. Hierüber habe Sapina getäuscht. Die Bundesrichter machten nach dem Antrag deutlich, dass sie Diskussionsbedarf sehen und die Rechtsfrage gegebenenfalls dem Großen Senat des Bundesgerichtshofes zur Entscheidung vorzulegen sein würde.
Der 5. Strafsenat des Bundesgerichtshofes in Leipzig bestätigte am 15. Dezember 2006 das Urteil und die Rechtsauffassung des Landgerichts: „Bei Abschluss eines Wettvertrages erklärt der Wettende schlüssig, dass er die Spiele, auf die er gewettet hat, nicht manipuliert habe.“
Robert Hoyzer wurde am 18. Juli 2008 vorzeitig aus der Haft entlassen; das Berliner Landgericht setzte die Vollstreckung der Reststrafe wegen guter Führung zur Bewährung aus.

## Der „Fußball-Wettskandal“

### Anfangsverdacht
Betroffen war anfangs nur das Spiel der ersten Runde des DFB-Vereinspokals vom 21. August 2004 zwischen dem Regionalligisten SC Paderborn 07 und dem Bundesligisten Hamburger SV. Es war überraschenderweise mit 4:2 zu Ende gegangen, auch weil Hoyzer dabei zwei mehr als fragwürdige Strafstöße gegen den HSV verhängte, die zu Toren geführt hatten. Ein Platzverweis gegen den HSV-Spieler Emile Mpenza wegen Schiedsrichterbeleidigung hatte sich zunächst als berechtigt herausgestellt. Da der „Anlass für die Beleidigung“ allerdings die offenkundigen Manipulationen des Schiedsrichters gewesen waren, wurde Mpenza anschließend vom DFB begnadigt.

### Ermittlungen
Wegen des Verdachts des Betruges nahm zunächst die für Hoyzers Wohnort Salzgitter zuständige Staatsanwaltschaft Braunschweig Ermittlungen auf, gab das Verfahren jedoch wenig später nach Berlin ab, weil die eventuell manipulierten Fußballspiele vor dem Umzug Hoyzers von Berlin nach Salzgitter stattgefunden hatten. In Berlin erstattete auch der DFB eine eigene Strafanzeige. Darüber hinaus leiteten eine ganze Reihe von Fußballvereinen, die sich betroffen glaubten, sport- oder zivilrechtliche Schritte ein. Aufgrund der Angaben Hoyzers konkretisierte sich der Manipulationsverdacht in der Folgezeit, die Ermittlungen wurden auf weitere Spiele und Personen ausgedehnt. Aus dem Fall Hoyzer wurde der Fußball-Wettskandal 2005.

### Folgen
Die Titulierung Hoyzer für Personen, die schummeln oder des Schummelns verdächtigt werden, griff rasch um sich. Sie stand speziell im Fußball für einen Schiedsrichter, der angeblich eine falsche Entscheidung getroffen hat. Im Sport gilt sie als Schiedsrichterbeleidigung und kann somit persönliche Strafen gegen den Täter (Feldverweis für Spieler, Bankverweis für Trainer, Geldstrafen) oder auch Ordnungsmaßnahmen gegen einen Verein nach sich ziehen.
Das Kunstwort hoyzern (Verb) belegte bei der Wahl für Deutschlands Wort des Jahres 2005 den 7. Platz.

### Zeittafel: Der Fall Hoyzer
21. Januar 2005
Nach Bekanntwerden der Vorwürfe der vier Schiedsrichterkollegen Lutz Michael Fröhlich, Olaf Blumenstein, Manuel Gräfe und Felix Zwayer bestreitet Hoyzer mit Nachdruck, irgendetwas mit Spielmanipulationen zu tun zu haben. Er legt aber sein Schiedsrichteramt nieder und kündigt an, er werde auch seine Mitgliedschaft bei Hertha BSC aufgeben.
25. Januar 2005
Auf anwaltlichen Rat lässt Hoyzer verlauten, er werde die Rückgabe der Schiedsrichterlizenz anfechten, weil er den Verzicht nur auf Druck des DFB unterschrieben habe. Auch den Vereinsaustritt bei Hertha BSC werde er nicht vornehmen.
27. Januar 2005
Hoyzer gesteht, dass die Anschuldigungen zuträfen und dass er für die Spielmanipulationen Geld- und Sachzuwendungen bekommen habe. Zudem bezichtigt er weitere Schiedsrichter, etliche Spieler sowie sonstige Personen, ebenfalls in Spielmanipulationen verwickelt zu sein.
8. Februar 2005
Hoyzer tritt in der Johannes-B.-Kerner-Show auf und entschuldigt sich bei allen deutschen Fußballfans. Er betont, er werde die Ermittlungen der Staatsanwaltschaft und des DFB mit Informationen unterstützen.
12. Februar 2005
Ein Haftbefehl gegen Hoyzer, den das Amtsgericht Berlin-Tiergarten bereits am 10. Februar wegen „mittäterschaftlich begangenen gewerbs- und bandenmäßigen Betrugs in acht Fällen“ erlassen hat, wird wegen Fluchtgefahr vollstreckt.
25. Februar 2005
Hoyzer wird wieder aus der Untersuchungshaft entlassen, weil das Gericht es für „vertretbar hält, der Fluchtgefahr durch mildere Maßnahmen als den Freiheitsentzug entgegenzuwirken.“ Es wird ihm auferlegt, sich dreimal wöchentlich bei der Polizei zu melden, sein Reisepass wird einbehalten.
12. April 2005
Hoyzer erklärt seinen Austritt aus dem Verein Hertha BSC, um sich der Zuständigkeit der DFB-Gerichtsbarkeit zu entziehen.
26. und 27. April 2005
Hoyzer tritt dem Essener Verein Sportfreunde Steele 09 bei und kündigt an, sich doch dem Urteil des DFB-Sportgerichts stellen zu wollen. Gleichzeitig wird bekannt, der DFB erwäge, wegen Hoyzers Kooperationsbereitschaft auf die ursprünglich geforderte Geldstrafe von 50.000 Euro zu verzichten.
28. April 2005
Hoyzer wird vom DFB lebenslang gesperrt. Er darf innerhalb des DFB weder als Schiedsrichter noch als Trainer oder Spieler fungieren.
27. Mai 2005
In einem Zivilprozess vor dem Amtsgericht Salzgitter wird Hoyzer per Versäumnisurteil zum Ersatz von Wetteinnahmen verurteilt. Die Entscheidung erlangt keine Rechtskraft, nach Hoyzers Einspruch wird der Prozess fortgesetzt.
18. Oktober 2005
Vor dem Landgericht Berlin beginnt der Strafprozess gegen Hoyzer und fünf Mitangeklagte wegen Betruges u. a. Das Verfahren gegen weitere 19 Beschuldigte ist vorher abgetrennt worden, weil dort noch Ermittlungen laufen.
17. November 2005
Hoyzer wird vor dem Landgericht Berlin zu einer Haftstrafe von zwei Jahren und fünf Monaten ohne Bewährung wegen Beihilfe zum Betrug verurteilt.
24. November 2005
Hoyzers Anwälte legen Revision beim Bundesgerichtshof ein.
2. März 2006
Der Spiegel berichtet, Hoyzer wolle künftig American Football beim deutschen Verein Berlin Adler spielen.
12. April 2006
Der American Football Verband Deutschland teilt mit, dass für Hoyzer kein Spielerpass ausgestellt werden könne: Die Adler hätten ihn aufgrund einer Bestimmung in der Satzung des Deutschen Sportbundes gar nicht als Vereinsmitglied aufnehmen dürfen.
28. November 2006
Der 5. Strafsenat des Bundesgerichtshofes verhandelt den Fall Hoyzer in Leipzig. Bundesanwalt Hartmut Schneider beantragte, das Urteil des Landgerichts Berlin aufzuheben. Die Verteidiger schlossen sich diesem Antrag an. Der Vorsitzende Richter am Bundesgerichtshof Clemens Basdorf gab in der Verhandlung an, dass er hinsichtlich der Frage der Strafbarkeit als Betrug Diskussionsbedarf sehe. Gegebenenfalls werde die Rechtsfrage dem Großen Senat des Bundesgerichtshofes vorzulegen sein.
15. Dezember 2006
Der Bundesgerichtshof in Leipzig verwirft die Revision der Verteidigung und bestätigt das Urteil des Landgerichts Berlin. Danach muss Hoyzer die Haftstrafe von zwei Jahren und fünf Monaten antreten. Das Urteil ist rechtskräftig.
13. April 2007
Der DFB macht gegen Hoyzer Schadenersatzansprüche in Höhe von circa 1,8 Millionen Euro geltend. Der Betrag setzt sich im Wesentlichen zusammen aus zu Unrecht erhaltenen Schiedsrichter-Honoraren, Verfahrenskosten und den vom DFB mit dem Hamburger SV geschlossenen Vergleich im Zusammenhang mit dem manipulierten Pokal-Spiel beim SC Paderborn.
18. Mai 2007
Haftantritt im Berliner Gefängnis Hakenfelde.
4. April 2008
Der DFB verständigt sich mit Robert Hoyzer auf einen Vergleich, nach dem Hoyzer einen Schadenersatzbetrag von 750.000 Euro anerkennt. Davon soll er über einen Zeitraum von 15 Jahren 126.000 Euro abzahlen, die sozialen Zwecken zukommen werden. Vorbehaltlich der Erfüllung weiterer Bedingungen verzichtet danach der DFB auf Geltendmachung des restlichen Anspruchs.
18. Juli 2008
Robert Hoyzer kommt am 18. Juli vorzeitig aus dem Gefängnis frei, nachdem er die Hälfte seiner Haftstrafe verbüßt hat.
13. April 2011
Theo Zwanziger akzeptiert Hoyzers Gnadengesuch. Er darf nun wieder als Amateur auf Landesverbandsebene Fußball spielen.

### Ausstrahlung auf Österreich
Laut Hoyzer soll auch der inzwischen in Konkurs gegangene österreichische Bundesligist SC Schwarz-Weiß Bregenz in Wettmanipulationen verwickelt gewesen sein. Den von Hoyzer genannten Spielern (u. a. dem Torwart Almir Tolja) konnten aber keine derartigen Machenschaften nachgewiesen werden.

## Weitere Laufbahn im Fußball
Am 16. Mai 2011 unterschrieb Hoyzer einen Vertrag als Mittelfeldspieler beim Berlin-Spandauer Club SSC Teutonia 1899 in der Landesliga, Staffel 1. Er war auch Kapitän der Mannschaft. Nach Beendigung seiner spielerischen Laufbahn wurde er Sportlicher Leiter bei diesem Verein. Als Amateur spielte Hoyzer ab Juli 2013 bei den Senioren des FSV Spandauer Kickers, neben Oliver Kelm, Markus Kelm und Andreas Biermann.
Für die Saison 2014/2015 wurde Hoyzer von dem Regionalliga-Verein Berliner AK 07 als Technischer Direktor verpflichtet und war ehrenamtlich für die Bereiche Marketing, Verkauf und Kommunikation verantwortlich. Zur Saison 2015/16 wechselte er als Technischer Direktor zum FC Viktoria 1889 Berlin und übernahm dort ebenfalls den Bereich Marketing, Vertrieb und Sponsoring, diesmal jedoch hauptamtlich. Im Oktober 2017 gaben Hoyzer und der Verein bekannt, künftig getrennte Wege zu gehen. Anschließend kehrte er zum FSV Spandauer Kickers zurück, wo er in der Seniorenmannschaft spielte und in der Saison 2018/19 Team-Manager war.